# أنجيلا نظر
أنجيلا نظر (بالهولندية: Angela Nazar)‏ هي ممثلة هولندية، ولدت في 13 ديسمبر 1993 في أمستردام في هولندا.

## وصلات خارجية
- الموقع الرسمي
- أنجيلا نظر على موقع ميوزك برينز (الإنجليزية)